# Xã Battlefield A, Quận Greene, Missouri
Xã Battlefield A (tiếng Anh: Battlefield A Township) là một xã thuộc quận Greene, tiểu bang Missouri, Hoa Kỳ. Năm 2010, dân số của xã này là 5.812 người.